# Sporobolus halophilus
Sporobolus halophilus är en gräsart som beskrevs av Jean Marie Bosser. Sporobolus halophilus ingår i släktet droppgräs, och familjen gräs. Inga underarter finns listade i Catalogue of Life.